# 1969年の野球
1969年の野球（1969ねんのやきゅう）では、1969年の野球界における動向をまとめる。

## 競技結果

### 日本プロ野球

#### ペナントレース
| 順位 | 球団             | 勝 | 敗 | 分 | 勝率 | 差   |
| 1位  | 読売ジャイアンツ | 73 | 51 | 6  | .589 | 優勝 |
| 2位  | 阪神タイガース   | 68 | 59 | 6  | .535 | 6.5  |
| 3位  | 大洋ホエールズ   | 61 | 61 | 7  | .500 | 11.0 |
| 4位  | 中日ドラゴンズ   | 59 | 65 | 6  | .476 | 14.0 |
| 5位  | アトムズ         | 58 | 69 | 3  | .457 | 16.5 |
| 6位  | 広島東洋カープ   | 56 | 70 | 4  | .444 | 18.0 |

| 順位 | 球団             | 勝 | 敗 | 分 | 勝率 | 差   |
| 1位  | 阪急ブレーブス   | 76 | 50 | 4  | .603 | 優勝 |
| 2位  | 近鉄バファローズ | 73 | 51 | 6  | .589 | 2.0  |
| 3位  | ロッテオリオンズ | 69 | 54 | 7  | .561 | 5.5  |
| 4位  | 東映フライヤーズ | 57 | 70 | 3  | .449 | 19.5 |
| 5位  | 西鉄ライオンズ   | 51 | 75 | 4  | .405 | 25.0 |
| 6位  | 南海ホークス     | 50 | 76 | 4  | .397 | 26.0 |

#### 日本シリーズ
| 日付                                    | 試合   | ビジター球団（先攻） | スコア | ホーム球団（後攻） | 開催球場     |
| --------------------------------------- | ------ | -------------------- | ------ | ------------------ | ------------ |
| 10月26日（日）                          | 第1戦  | 読売ジャイアンツ     | 6 - 5  | 阪急ブレーブス     | 阪急西宮球場 |
| 10月27日（月）                          | 第2戦  | 読売ジャイアンツ     | 1 - 2  | 阪急ブレーブス     | 阪急西宮球場 |
| 10月28日（火）                          | 移動日 | 移動日               | 移動日 | 移動日             | 移動日       |
| 10月29日（水）                          | 第3戦  | 阪急ブレーブス       | 3 - 7  | 読売ジャイアンツ   | 後楽園球場   |
| 10月30日（木）                          | 第4戦  | 阪急ブレーブス       | 4 - 9  | 読売ジャイアンツ   | 後楽園球場   |
| 10月31日（金）                          | 第5戦  | 阪急ブレーブス       | 5 - 3  | 読売ジャイアンツ   | 後楽園球場   |
| 11月1日（土）                           | 移動日 | 移動日               | 移動日 | 移動日             | 移動日       |
| 11月2日（日）                           | 第6戦  | 読売ジャイアンツ     | 9 - 2  | 阪急ブレーブス     | 阪急西宮球場 |
| 優勝：読売ジャイアンツ（5年連続11回目） |        |                      |        |                    |              |

#### 個人タイトル
|                               | セントラル・リーグ | セントラル・リーグ | セントラル・リーグ | パシフィック・リーグ | パシフィック・リーグ | パシフィック・リーグ |
| タイトル                      | 選手               | 球団               | 成績               | 選手                 | 球団                 | 成績                 |
| ----------------------------- | ------------------ | ------------------ | ------------------ | -------------------- | -------------------- | -------------------- |
| 最優秀選手                    | 王貞治             | 巨人               |                    | 長池徳二             | 阪急                 |                      |
| 最優秀新人                    | 田淵幸一           | 阪神               |                    | 有藤通世             | ロッテ               |                      |
| 最優秀投手                    | 高橋一三           | 巨人               |                    |                      |                      |                      |
| 沢村栄治賞                    | 高橋一三           | 巨人               |                    |                      |                      |                      |
| 首位打者                      | 王貞治             | 巨人               | .345               | 永淵洋三 張本勲      | 近鉄 東映            | .333                 |
| 最多本塁打                    | 王貞治             | 巨人               | 44本               | 長池徳二             | 阪急                 | 41本                 |
| 最多打点                      | 長嶋茂雄           | 巨人               | 115打点            | 長池徳二             | 阪急                 | 101打点              |
| 最多盗塁                      | 柴田勲             | 巨人               | 35盗塁             | 阪本敏三             | 阪急                 | 47盗塁               |
| 最多安打                      | 長嶋茂雄 王貞治    | 巨人               | 156安打            | 永淵洋三             | 近鉄                 | 162安打              |
| 最多出塁数(セ) 最高出塁率(パ) | 王貞治             | 巨人               | 272出塁            | 張本勲               | 東映                 | .421                 |
| 最優秀防御率                  | 江夏豊             | 阪神               | 1.81               | 木樽正明             | ロッテ               | 1.72                 |
| 最多勝利                      | 高橋一三           | 巨人               | 22勝               | 鈴木啓示             | 近鉄                 | 24勝                 |
| 最多奪三振                    | 江夏豊             | 阪神               | 262奪三振          | 鈴木啓示             | 近鉄                 | 286奪三振            |
| 最高勝率                      | 高橋一三           | 巨人               | .815               | 清俊彦               | 近鉄                 | .720                 |

#### ベストナイン
|          | セントラル・リーグ | セントラル・リーグ | パシフィック・リーグ | パシフィック・リーグ |
| 守備位置 | 選手               | 球団               | 選手                 | 球団                 |
| -------- | ------------------ | ------------------ | -------------------- | -------------------- |
| 投手     | 高橋一三           | 巨人               | 鈴木啓示             | 近鉄                 |
| 捕手     | 木俣達彦           | 中日               | 岡村浩二             | 阪急                 |
| 一塁手   | 王貞治             | 巨人               | 大杉勝男             | 東映                 |
| 二塁手   | 土井正三           | 巨人               | 山崎裕之             | ロッテ               |
| 三塁手   | 長嶋茂雄           | 巨人               | 有藤通世             | ロッテ               |
| 遊撃手   | 藤田平             | 阪神               | 阪本敏三             | 阪急                 |
| 外野手   | 高田繁             | 巨人               | 長池徳二             | 阪急                 |
| 外野手   | D.ロバーツ         | アトムズ           | 永淵洋三             | 近鉄                 |
| 外野手   | 山本一義           | 広島               | 張本勲               | 東映                 |

### 高校野球
- 第41回選抜高等学校野球大会優勝　三重（三重県）
- 第51回全国高等学校野球選手権大会優勝　松山商業（愛媛県）

### 大学野球
- 第18回全日本大学野球選手権大会優勝：東海大

- 東京六大学野球連盟優勝 春：明治大、秋：法政大
- 東都大学野球連盟優勝 春：日本大、秋：日本大
- 関西大学野球連合優勝 春：関西大、秋：関西大

### 社会人野球
- 第40回都市対抗野球大会優勝：電電関東
- 第19回日本産業対抗野球大会優勝：北海道拓殖銀行

### メジャーリーグ
- ワールドシリーズ
ニューヨーク・メッツ（ナ・リーグ） （4勝1敗） ボルチモア・オリオールズ（ア・リーグ）

## できごと

### 1月
- 1月10日 - 巨人は嵯峨健四郎を自由契約とする[2]。
- 1月11日 - 巨人の高倉照幸は球団から要請されていたコーチ補佐兼スカウトへの就任を断り、自由契約にしてほしいと球団に申し入れる[3]。
- 1月13日 - ヤクルトの球団社長の松園尚巳は巨人を自由契約となった高倉照幸に対して入団を要請[4]。
- 1月18日 - 東京オリオンズが株式会社ロッテと業務提携することを正式に契約したことを発表。チーム名は「ロッテオリオンズ」に[5]。
- 1月21日 - 東映は巨人を自由契約となった嵯峨健四郎の入団を発表[6]。
- 1月28日 - 阪急はダリル・スペンサーとロサンゼルス市内で契約交渉を行い、球団はスペンサーに対し20パーセントの減俸を提示したがスペンサーはこれを拒否したため、退団が決定[7]。

### 2月
- 2月15日 - アメリカのプロ野球新リーグのグローバル・リーグに参加する日本チームが東京・赤坂のホテル・オークラで記者会見し、元巨人の矢ノ浦国満ら14名の選手と契約を結んだと発表[8]。

### 3月
- 3月1日 - 【MLB】ニューヨーク・ヤンキースのミッキー・マントルがスプリング・キャンプ地のフォートローデルデールにて現役引退を発表[9]。
- 3月14日 - 西鉄の宇佐美和雄が福岡市内の西鉄ライオンズ百道寮の雨天練習場で練習中にチームメイトの打球が胸に当たり、午後9時頃死去。死因は「胸部打撲によるショック死」[10]。
- 3月24日 - ヤクルトの球団社長の松園尚巳がオーナーも兼任すると発表[11]。

### 4月
- 4月6日 - 第41回全国選抜高校野球大会の決勝戦が阪神甲子園球場で行われ三重高校が堀越高校に12-0で勝利し、大会初優勝を達成[12]。
- 4月8日 - サンケイは球団の名称を「サンケイ・アトムズ」から「アトムズ」に変更するとセ・リーグに届け出、リーグも即日了承[13]。
- 4月12日
  - プロ野球のセ・リーグ、パ・リーグの公式戦が開幕[14]。
  - 中日の中利夫が広島球場での対広島1回戦の8回表に二盗を決め、プロ通算300盗塁を達成[15]。
- 4月22日 - 東京球場での西鉄対ロッテ1回戦の9回裏、ロッテが無死1塁から前田益穂がバントし、西鉄の捕手の宮寺勝利が二塁へ送球しセーフの判定となるが、西鉄の監督の中西太が打者の前田が宮寺の守備妨害したとアピールして認められ、今度はロッテの監督の濃人渉らが抗議し。試合は午後9時35分から約53分中断[16]。
- 4月26日 - 南海の広瀬叔功が大阪球場での対西鉄1回戦に中堅手として先発出場し、プロ通算1500試合出場を達成[17]。
- 4月27日 - 巨人の長島茂雄が広島市民球場での対広島2回戦の七回表に二塁打を放ち、プロ通算3000塁打を達成[18]。
- 4月30日 - 西宮球場で行われた阪急対近鉄4回戦で阪急のゴードン・ウインディが3回裏に1号本塁打を放ち、阪急は開幕13試合連続本塁打を記録し、1950年に大映オリオンズが記録した「12」を抜くパ・リーグ新記録[19]。

### 5月
- 5月4日 - 巨人の長嶋茂雄が後楽園球場での対大洋5回戦の9回表、一死満塁の場面で右犠飛を放ち、プロ通算1000打点を達成[20]。
- 5月10日 - 中日の中利夫が中日球場での対大洋4回戦7回裏に二塁打を打ち、プロ通算1500安打を達成[21]。
- 5月11日 - 中日の田中勉が中日球場での対大洋6回戦に先発して勝利投手となり、プロ通算100勝を達成[22]。
- 5月13日 - 南海の野村克也が日生球場での対近鉄2回戦の4回表、国貞泰汎の安打で生還し、プロ通算1000得点を達成[23]。
- 5月18日 - 近鉄バファローズのジム・ジェンタイル（登録名はジムタイル）が西宮球場での対近鉄6回戦の2回表に3号本塁打を放つも、一塁ベース手前で左足が肉離れを起こして負傷し、伊勢孝夫がジムタイルの代走としてホームインする[24]。
- 5月22日 - 巨人の長嶋茂雄が神宮球場での対アトムズ9回戦の9回戦の1回表に6号本塁打を放ち、プロ通算300本塁打を達成[25]。
- 5月23日 - 西鉄の監督の中西太は福岡市内の球団事務所を訪ね、病気のために休養したいと申し入れ、球団もこれを了承、監督代行としてコーチの鬼頭政一が務めることに[26]。
- 5月25日 - 中日の江藤慎一が中日球場での対巨人6回戦の3回裏に7号3ラン本塁打を放ち、プロ通算250本塁打を達成[27]。
- 5月27日 - アトムズのルー・ジャクソンが脾臓壊死のため死去。享年33。
- 5月31日 - 中日の中利夫が中日球場での対広島10回戦に出場し、プロ通算1500試合出場を達成[28]。

### 6月
- 6月1日 - 近鉄対東映のダブルヘッダーが西京極球場で行われ第一試合の10回戦で近鉄が9-0で勝利、第二試合も近鉄が6-1で勝利し、近鉄は球団新記録となる12連勝となる[29]。
- 6月3日 - 広島の山本一義が広島球場での対大洋5回戦の二回裏に10号本塁打を放ち、プロ通算100本塁打を達成[30]。
- 6月4日 - 広島の水谷実雄がウエスタン・リーグの対阪急6回戦でウエスタン新記録となる1試合4本塁打を放つ[31]。
- 6月13日 - 西鉄は休養中の監督の中西太が14日の対南海戦から復帰すると発表[32]。
- 6月15日 - 中日の小川健太郎が後楽園球場での対巨人9回戦に先発し、王貞治に対し三回裏と六回裏に背面投げの変則投球[33]。
- 6月20日 - 南海対ロッテの10回戦が東京スタジアムで行われ、南海はロッテに0-6で敗れ球団新記録となる12連敗となる[34]。

### 7月
- 7月13日 - 阪神の権藤正利が甲子園での対中日12回戦に先発して1失点の完投勝利で4勝目を挙げ、プロ通算100勝を達成[35]。
- 7月22日 - 平和台球場でのオールスターゲーム第3戦、13回表の午後10時6分に球場の照明灯が全て停電し、試合が約53分中断[36]。

### 8月
- 8月1日 - 阪神の村山実が甲子園球場での対巨人14回戦の1回表に巨人の長嶋茂雄から三振を奪い、プロ通算2000奪三振を達成[37]。
- 8月4日 - 第40回都市対抗野球大会の決勝戦となる富士重工業対電電関東戦が午後3時半から後楽園球場にて行われるが、豪雨で試合が中断し大会本部は午後7時18分、大会特別規約に基づきノーゲームにすると決定[38]。
- 8月5日 - 第40回都市対抗野球大会の決勝戦の再試合が午後3時から後楽園球場で行われ、関東電電が富士重工業に2対1で逆転サヨナラ勝ちし大会初優勝[39]。
- 8月6日 - 東映の毒島章一が西京極球場での対阪急18回戦の3回表に三塁打を放ち、金田正泰と並ぶ通算103三塁打のプロ野球タイ記録[40]。
- 8月16日 - ロッテの成田文男が西宮球場での対阪急14回戦に先発し、ノーヒットノーランを達成[41]。
- 8月17日 - 巨人の長嶋茂雄が後楽園球場での対大洋16回戦に出場し、プロ通算1500試合出場を達成[42]。
- 8月18日 - 第51回全国高等学校野球選手権大会決勝で、三沢高校と松山商が延長18回の上引き分け再試合[43][44]。
- 8月19日 - 第51回全国高等学校野球選手権大会決勝の再試合が甲子園球場にて行われ、松山商業が三沢高校を4対2と破って優勝を決める[45]。
- 8月27日 - 中日の高木守道が中日球場での対大洋20回戦の9回裏に19号本塁打を放ち、プロ通算100本塁打を達成[46]。
- 8月30日 - 大洋の平松政次が川崎球場での対阪神17回戦に先発し、セ・リーグタイ記録の最少投球数73球で1-0で完封勝利[47]。
- 8月31日 - 東映の張本勲が対ロッテ19回戦の2回表にバント安打を放ち、プロ通算1500安打を達成[48]。

### 9月
- 9月4日 - 阪急は西宮球場での対近鉄18回戦で、1回裏から4回裏まで4イニング連続で本塁打を記録し、パ・リーグ記録を作る[49]。
- 9月6日 - ロッテの前田益穂が日生球場での対近鉄23回戦の6回表に安打を放ち、プロ通算1000安打を達成[50]。
- 9月17日 - 阪神の吉田義男が甲子園球場での対ヤクルト22回戦に出場し、プロ通算2000試合出場を達成[51]。
- 9月18日 - アトムズのデーヴ・ロバーツが甲子園球場での対阪神23回戦の3回表にこの日2本目となる32号本塁打を放ち、日本プロ野球通算100本塁打を達成[52]。
- 9月23日 - 東映の大杉勝男が大阪球場での対南海17回戦の2回表に30号本塁打を放ち、プロ通算100本塁打を達成[53]。

### 10月
- 10月5日 - 巨人の柴田勲が川崎球場での対大洋ダブルヘッダー第2試合の第25回戦の八回表に二盗を決め、プロ通算300盗塁を達成[54]。
- 10月6日 - 巨人の王貞治が川崎球場での対大洋25回戦の8回表に適時打を放ち、プロ通算1000打点を達成[55]。
- 10月8日 - 西鉄の永易将之が公式戦で八百長を演じていたと読売新聞と報知新聞が報道[56]。
- 10月9日
  - 読売新聞社社主の正力松太郎が午前3時50分国立熱海病院で肝不全のため死去[57]。
  - 巨人が後楽園球場での対中日戦23回戦で5-2と勝利し、5年連続セ・リーグ優勝達成[58][59]。
- 10月10日 - 巨人の金田正一が後楽園球場での対中日戦の5回表に登板して勝利投手となり、プロ通算400勝を達成[60]。
- 10月12日 - ロッテの榎本喜八が大阪球場での対南海26回戦に出場し、プロ通算2000試合出場を達成[61]。
- 10月16日 - 【MLB】1969年度ワールドシリーズの第5戦がシェイ・スタジアムで行われ、ニューヨーク・メッツがボルチモア・オリオールズを5-3で破り対戦成績を4勝1敗としてワールド・チャンピオンの座を獲得。MVPはメッツの一塁手のドン・クレンデノン[62]。
- 10月18日 - 巨人の王貞治が中日球場での対中日25回戦にて1回表に44号本塁打を放ち、野村克也に次いで日本プロ野球史上2人目の通算400本塁打を達成[63]。
- 10月19日 - 阪急対近鉄戦の25回戦が午後1時より藤井寺球場で行われ、阪急が近鉄に3－2で勝ち、3年連続3度目のリーグ優勝を達成[64][65]。
- 10月21日 - 沢村賞の選考が東京・有楽町の交通大飯店にて東京運動記者クラブ加盟社の各部長が出席して行い、巨人の高橋一三を選出[66]。
- 10月22日
  - 西鉄は午後4時より福岡市内の球団事務所にて記者会見し、選手兼監督の中西太の退団を認めたと発表[67]。
  - 広島はコーチの上田利治が球団に退団を申し入れ、球団もこれを了承[68]。
- 10月30日 - 巨人対阪急の日本シリーズ第4戦が後楽園球場で行われ、4回裏巨人は無死一・三塁で重盗、三塁走者の土井が本塁へ突入し阪急捕手の岡村浩二にブロックされたに見えるも判定はセーフ。判定に怒った岡村が主審の岡田功を突き飛ばし、日本シリーズ史上初の退場処分を受ける[69]。

### 11月
- 11月2日 - 日本シリーズの第6戦が西宮球場にて行われ、巨人が阪急に9-2で勝利し5年連続日本一を達成[70]。
- 11月3日 - 中日は打撃コーチの田宮謙次郎の退団を発表[71]。
- 11月4日
  - 西鉄は正午より福岡市の西鉄本社にて稲尾和久が監督に就任したと正式に発表[72]。
  - 1969年度のプロ野球の最優秀選手、最優秀新人、ベストナインを決める記者投票の開票が午前10時から東京・銀座のコミッショナー事務局にて行われ、最優秀選手がセ・リーグは巨人の王貞治、パ・リーグは阪急の長池徳士[73]。最優秀新人にセ・リーグは阪神の田淵幸一、パ・リーグはロッテの有藤通世が選出される[73]。
- 11月5日 - 南海は午後5時より南海電鉄本社で記者会見し、野村克也の兼任監督就任を発表[74]。
- 11月8日 - プロ野球東西対抗戦が10年ぶりに開催され、午後1時3分より西京極球場にて第一戦が行われ、水原茂が監督の東軍が三原脩が監督の西軍を6－2で破る[75]。
- 11月17日 - 阪神は午後3時半より大阪市北区の阪神電鉄本社にて選手兼投手コーチの村山実が監督に昇格したと正式に発表[76]。
- 11月20日 - プロ野球新人選択会議が午前11時より銀座・日生会館にて行われ、三沢高校の太田幸司は近鉄が、早稲田大学の谷沢健一は中日が独占交渉権を獲得[77]。ｎ
- 11月25日 - 野球博物館内に表彰、掲載される人物を選出する競技者表彰委員会は1969年度の記者投票の開票を行い、苅田久徳を選出[78]。
- 11月28日 - コミッショナー委員会とセ・リーグ会長の鈴木竜二、パ・リーグ会長の岡野祐が東京・西銀座のコミッショナー事務局にて委員会を開き、午後4時に永易将之を永久追放処分とする裁決を発表[79]。
- 11月30日 - 巨人の金田正一が神宮球場にて記者会見し、現役引退を表明[80]。

### 12月
- 12月1日 - 西鉄を退団した前コーチの仰木彬が、近鉄監督の三原脩から誘われ、近鉄に守備コーチとして入団が決定[81]。
- 12月10日 - 中日の板東英二が名古屋市中区の球団事務所を訪れ、球団社長の小山武夫に対し現役引退を申し入れて了承される[82]。
- 12月13日 - 巨人の宮田征典が体力の限界を理由に球団に現役引退を申し入れ受理され、任意引退となる[83]。
- 12月15日
  - 中日は田中勉に対してトレード要員とすることを通告[84]。
  - 西鉄は球団社長の国広直俊の退任と、西鉄本社取締役の青木勇三の新社長就任を正式に発表[85]。
- 12月17日
  - 広島は関根潤三がコーチに就任したと正式に発表[86]。
  - 大洋の平岡一郎とロッテの坂井勝二のトレードが成立したと発表[86]。
- 12月19日
  - 中日は田中勉に対し、「トレード先が見つからないため自由契約にする」と通告[87]。
  - 田中勉は、『週刊ポスト』が10月24日号で「田中勉も一役？」と田中も八百長に絡んだという記事を掲載した件に関し、同誌を名誉棄損罪で東京地検に告訴[88]。
- 12月24日 - 阪神の吉田義男が大阪市北区の阪神電鉄本社にて球団社長の戸沢一隆と午後4時より会談し、6時に退団を表明[89]。
- 12月26日 - 中日の江藤慎一は球団からのトレードを拒否し、名古屋市内の江藤慎一事務所にて任意引退同意書にサイン。セ・リーグは即日任意引退選手として公示[90]。

## 誕生

### 1月
- 1月5日 - 川尻哲郎
- 1月9日 - 水口栄二
- 1月10日 - 野村貴仁
- 1月11日 - ベン・リベラ
- 1月25日 - 筒井孝

### 2月
- 2月21日 - 鈴木康博
- 2月23日 - 宮川一彦
- 2月27日 - 田畑一也

### 3月
- 3月4日 - 白井康勝
- 3月8日 - 森廣二
- 3月15日 - 武藤潤一郎
- 3月18日 - 小池秀郎
- 3月24日 - 郭李建夫
- 3月25日 - 瀬戸輝信
- 3月25日 - エリック・シュールストロム
- 3月25日 - スコット・サンダース
- 3月27日 - 中嶋聡
- 3月29日 - 吉原孝介

### 4月
- 4月1日 - 関川浩一
- 4月2日 - 堀幸一
- 4月6日 - ブレット・ブーン
- 4月8日 - ピート・ウォーカー
- 4月9日 - 新井潔
- 4月13日 - 増田政行
- 4月16日 - 高橋建
- 4月16日 - 鈴木健
- 4月17日 - ジェフ・ボール
- 4月19日 - 久慈照嘉
- 4月22日 - ポール・ゴンザレス
- 4月24日 - 加世田美智久
- 4月29日 - 加藤博人
- 4月30日 - 金田政彦
- 4月30日 - 城友博
- 4月30日 - 上田浩明

### 5月
- 5月1日 - 吉永幸一郎
- 5月1日 - フィル・ハイアット
- 5月5日 - 伊良部秀輝（+ 2011年）
- 5月7日 - 小桧山雅仁
- 5月9日 - デジ・ウィルソン
- 5月13日 - ライル・ムートン
- 5月14日 - 後藤孝志
- 5月15日 - 江口孝義
- 5月16日 - 上原晃
- 5月22日 - 橋本清
- 5月23日 - 清原雄一
- 5月23日 - 松久保新吾
- 5月23日 - 金杞泰
- 5月26日 - 梁埈赫
- 5月28日 - 柳田聖人
- 5月29日 - 諸積兼司
- 5月31日 - 大村巌

### 6月
- 6月4日 - 作山和英
- 6月4日 - ロベルト・ペレス
- 6月5日 - 石貫宏臣
- 6月21日 - コーリー・ポール
- 6月22日 - 日月鉄二
- 6月26日 - ロドニー・マイヤーズ
- 6月27日 - 片岡篤史
- 6月30日 - 野村弘樹

### 7月
- 7月1日 - 桧山進次郎
- 7月2日 - 亀山努
- 7月2日 - 田口壮
- 7月2日 - 山田勝彦
- 7月3日 - 大久保秀昭
- 7月8日 - アーニー・ヤング
- 7月12日 - 竹下潤
- 7月16日 - 上中吉成
- 7月20日 - 川島堅
- 7月25日 - 落合英二

### 8月
- 8月1日 - ケビン・ジャービス
- 8月2日 - 具臺晟
- 8月5日 - 若田部健一
- 8月9日 - 小原沢重頼
- 8月18日 - 芝草宇宙
- 8月19日 - マット・フランコ
- 8月19日 - タイロン・ウッズ
- 8月19日 - 立浪和義
- 8月20日 - マーク・ホージマー
- 8月21日 - 村上竜太郎
- 8月23日 - 五十嵐英樹
- 8月31日 - ネイサン・ミンチー

### 9月
- 9月2日 - 髙村祐
- 9月3日 - 杉山直樹
- 9月9日 - 野林大樹
- 9月11日 - エドゥアルド・ペレス
- 9月13日 - 伊藤博康
- 9月18日 - 村田勝喜
- 9月19日 - 島田一輝
- 9月22日 - ジェフ・バリー
- 9月24日 - 有働克也
- 9月27日 - 西岡洋

### 10月
- 10月2日 - 高井一
- 10月2日 - アラン・ニューマン
- 10月3日 - 藤島誠剛
- 10月11日 - 五十嵐明
- 10月11日 - オーランド・ヘルナンデス
- 10月21日 - 辻本弘樹
- 10月22日 - ヘクター・カラスコ
- 10月28日 - 大道典嘉

### 11月
- 11月11日 - 浜名千広
- 11月13日 - リゴ・ベルトラン
- 11月21日 - 盛田幸妃（+ 2015年）
- 11月21日 - ケン・グリフィー・ジュニア
- 11月22日 - 吉本亮
- 11月26日 - 土井善和
- 11月29日 - マリアーノ・リベラ

### 12月
- 12月1日 - 三輪隆
- 12月10日 - ジョン・ズーバー
- 12月11日 - 町田公二郎
- 12月12日 - デリック・ホワイト
- 12月12日 - ラファエル・ディアス
- 12月14日 - デービッド・ニルソン
- 12月17日 - ルディ・ペンバートン
- 12月28日 - ロドニー・ペドラザ

## 死去
- 2月19日 - ドク・ホワイト（* 1879年）
- 3月14日 - ヘイニー・ジマーマン（* 1887年）
- 3月14日 - 宇佐美和雄（* 1950年）
- 5月5日 - エディ・シーコット（* 1884年）
- 5月27日 - ルー・ジャクソン（* 1935年）
- 6月1日 - 小島利男（* 1913年）
- 7月23日 - 平井三郎（* 1923年）
- 8月22日 - 赤根谷飛雄太郎（* 1916年）
- 9月30日 - ハンク・トンプソン（* 1925年）
- 11月15日 - ビリー・サウスワース（* 1893年）
- 12月7日 - レフティ・オドール（* 1897年）
- 12月30日 - 岡本利之（* 1916年）